# Villa Brandenstein

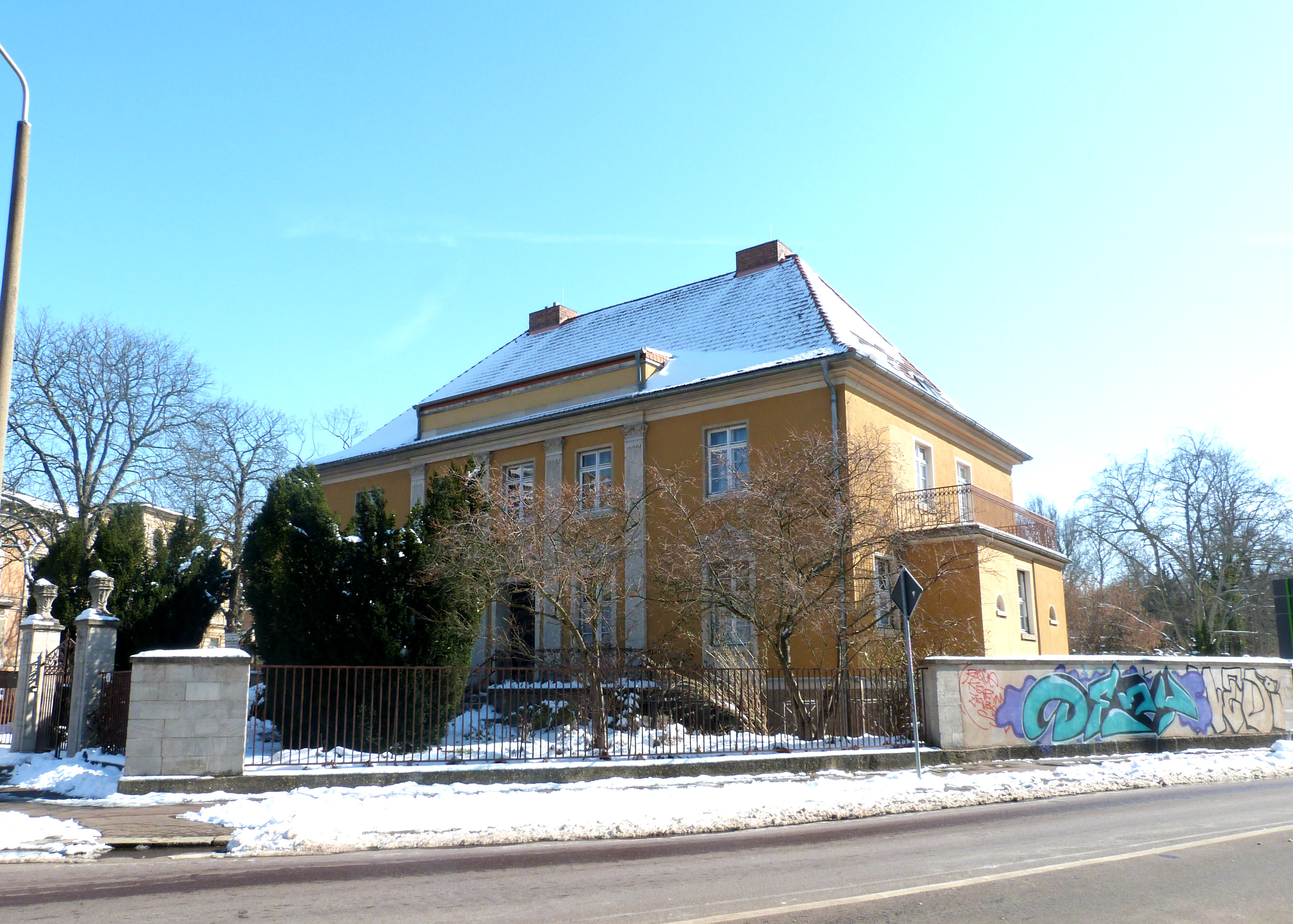
Villa Brandenstein, Ansicht von Nordwesten

Die Villa Brandenstein, eine 1923/1924 vom Architekten Hermann Frede erbaute, heute denkmalgeschützte Villa befindet sich im Stadtviertel Nördliche Innenstadt, Am Kirchtor 11, in Halle (Saale) und ist das einzige Beispiel des Art déco in der Geschichte des halleschen Villenbaus. Im Denkmalverzeichnis der Stadt Halle ist die Villa unter der Erfassungsnummer 094 80076 verzeichnet.

## Lage
Die für den Kaufmann Alfred Brandenstein errichtete Villa befindet sich in einer städtebaulich exponierten Lage. Sie bildet den Point de vue am Ende der Sichtachse Burgstraße, wo sich die Straßen Neuwerk und Am Kirchtor im spitzen Winkel treffen. Durch weitere Straßeneinmündungen ergibt sich vor der Villa ein platzähnlicher Raum.

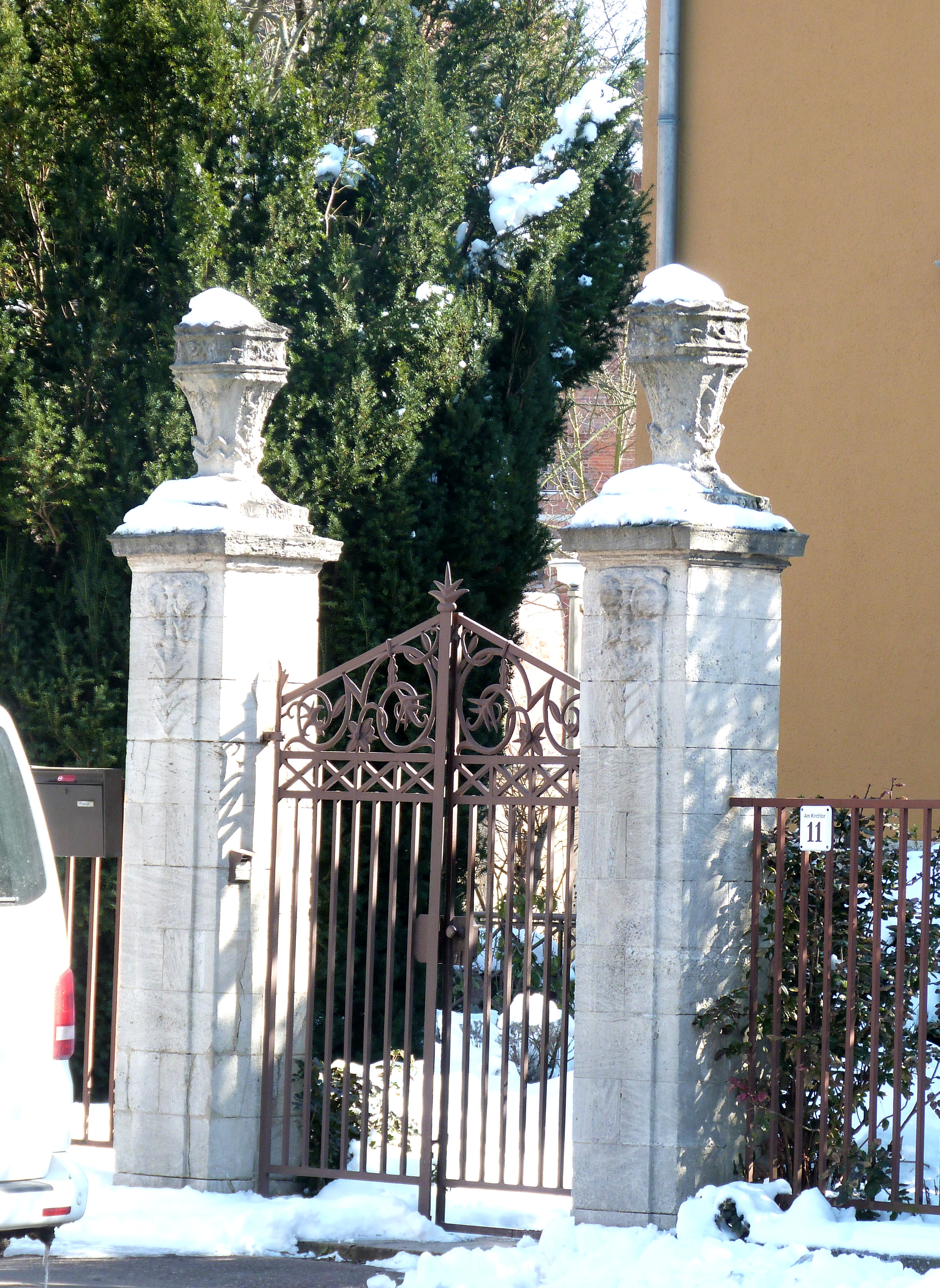
Schmiedeeisernes Tor mit Pfeilern

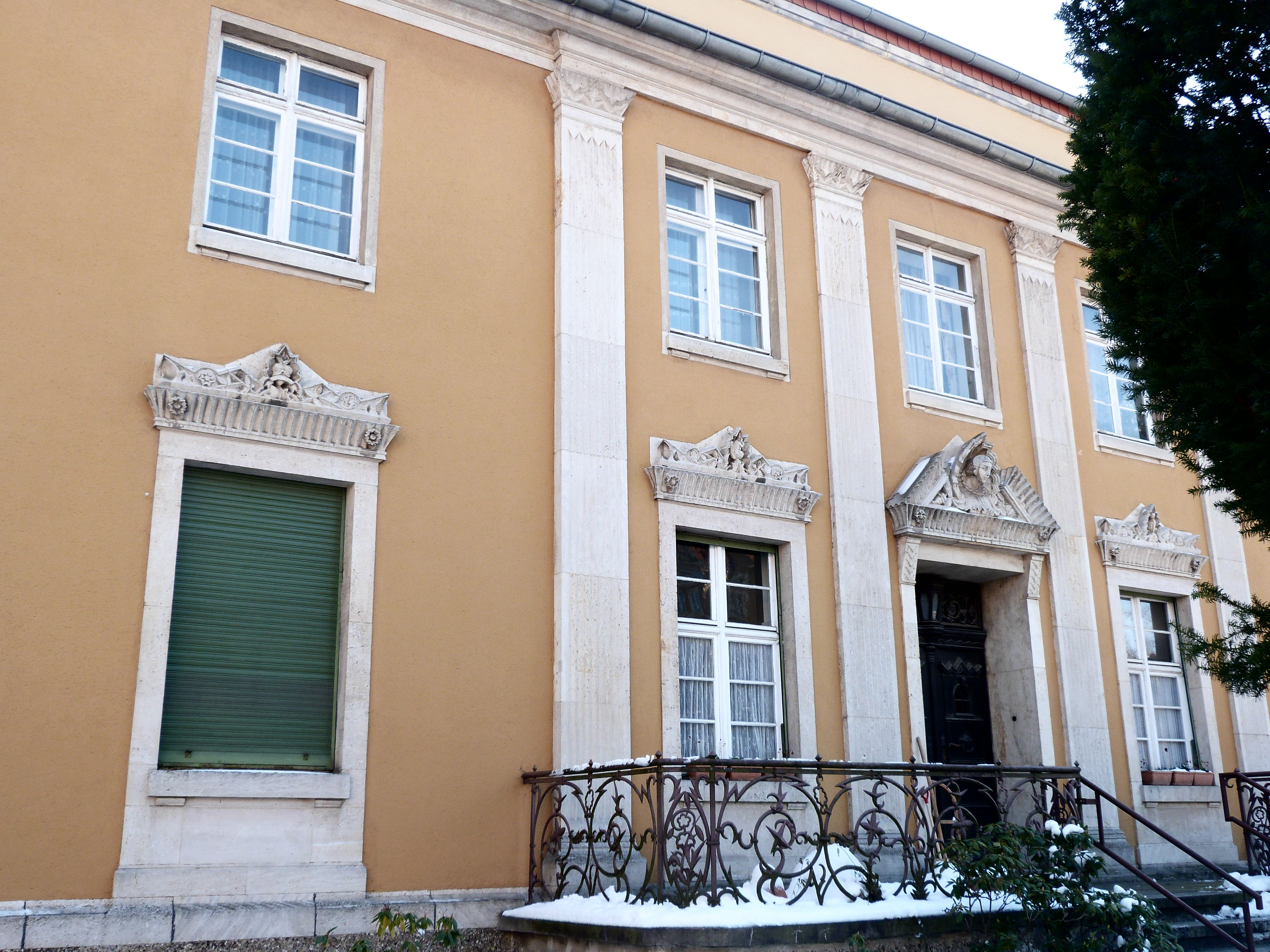
Eingangsbereich

## Beschreibung
Die prominente Lage veranlasste Hermann Frede zu einer repräsentativen Fassade. Die Front des zweigeschossigen, querrechteckigen Putzbaus mit hohem Walmdach versah er mit einer in Kalkstein aufwändig skulptierten Pilasterarchitektur. Ein plastisch aus dem Giebelfeld über der Eingangstür heraustretender Kopf, Tierfiguren in den Fenstergiebeln sowie florale und geometrische Reliefs kennzeichnen den Bauschmuck der Villa. Eine dem Walmdach vorgelagerte kleine Attika betont die Mittelachse der Fassade als eine Art Portikus. Den Eingang erreicht man über fünf Stufen und eine vorgelagerte Terrasse.
Die ebenfalls in Kalkstein ausgeführte Einfriedung mit Vasen auf den Torpfeilern und das schmiedeeiserne Tor betonen eine hoheitliche Distanz und lässt die Villa wie ein kleines Palais wirken. Auf der südlichen Gartenseite weitet sich das Haus in einem Runderker. An der Westseite befindet sich ein rechteckiger Vorbau mit einem Balkon. Die seitlichen Fassaden, wie auch die Gartenseite sind – im Gegensatz zur nördlichen Frontseite – betont schlicht gehalten.
Diese Formensprache spiegelt die Architekturauffassung Fredes wider, die schlichte Formen mit einzelnen Glanzlichtern verbindet. Das Haus ist damit neben den ebenfalls von Frede errichteten Verwaltungsbauten an der Maxim-Gorki-Straße das am reichsten ausgestattete Bauwerk im Stil des Art déco in Halle.